# بايوير ميثك
بايوير ميثك (بالإنجليزية: BioWare Mythic سابقاً Mythic Entertainment ) هي شركة أمريكية مطورة لألعاب الفيديو وهي فرع من شركة بايوير التابعة لـ إلكترونيك آرتس ، تأسست عام 1995 .

## قائمة الألعاب
- Dragon's Gate (1985 في ألعاب الفيديو  [لغات أخرى]‏)
- Tempest (1991)
- Castles II Online (1996)
- Rolemaster: Magestorm  [لغات أخرى]‏ (1996)
- Splatterball (1996)
- Invasion Earth (1997, unreleased)
- بايوير ميثك (1997)
- Rolemaster: Bladelands (1997)
- Aliens Online (1998)
- Starship Troopers: Battlespace (1998)
- Godzilla Online (1998)
- Silent Death: Online (1999)
- بايوير ميثك (1999)
- Darkstorm: The Well of Souls (1999, unreleased)
- بايوير ميثك (1999)
- يوم الاستقلال (2000)
- العصر المظلم لكاميلوت (2001)
- Imperator Online (Canceled 2005)
- Warhammer Online: Age of Reckoning (2008)